# Madonna col Bambino e i santi Giovanni Battista e Caterina d'Alessandria
La Madonna col Bambino e i santi Giovanni Battista e Caterina d'Alessandria  (en français : Vierge à l'Enfant entre les saints Jean le Baptiste et Catherine d'Alexandrie) est une peinture a tempera et or sur panneau de bois de 74 × 49 cm, qui peut être datée vers 1476, réalisée par Neroccio di Bartolomeo de' Landi, et conservée à la Pinacothèque nationale de Sienne.

## Description
Dans cette composition, la Vierge mince et élancée tient devant elle l'Enfant Jésus, qui lève les yeux vers sa Mère en bénissant et en s'appuyant sur l'accoudoir du faldistoire. Le large contour de la cape bleue bordée d'or de Marie, nettement délimitée par le fond doré du tableau, suit la tradition inaugurée par Duccio.

## Sources
- (en) Gertrude Coor, Neroccio de' Landi 1447-1500, Princeton, New Jersey, Princeton University Press, 1961, 235 p., 30 x 23 cmReproduction de la Madonna col Bambino e i santi Giovanni Battista e Caterina d'Alessandria dans le catalogue.